# RSV Ortelsburg
RSV Ortelsburg was een Duitse voetbalclub uit Ortelsburg, Oost-Pruisen, dat tegenwoordig tot Polen behoort en sindsdien bekend is onder de naam Szczytno.

## Geschiedenis
De club werd in 1922 opgericht. De club slaagde er echter niet in om naar de hoogste klasse te promoveren voor de competitiehervorming van 1933. 
De club ging dan in de Bezirksklasse spelen, het tweede niveau onder de Gauliga Ostpreußen. De club werd twee keer op rij vijfde. Hierna werd de competitie hervormd en speelden de clubs uit de Gauliga samen met de beste teams uit de Bezirksklasse. De twee besten uit elke groep plaatsten zich voor de eigenlijke Gauliga. Als vijfde zou de club zich in theorie niet plaaten, echter moest het tweede elftal van MSV Hindenburg Allenstein, dat kampioen geworden was, gedwongen degraderen omdat ze niet in dezelfde reeks mochten spelen als het eerste elftal. 
Dit systeem werd drie seizoenen gebruikt en na een voorlaatste plaats in het eerste seizoen werden ze laatste in 1937. Echter omdat het tweede elftal van de club de titel won in de tweede klasse mocht de club dan toch in de Gauliga blijven. Het derde seizoen werd een ware catastrofe en RSV behaalde slechts twee punten uit twaalf wedstrijden. Na dit seizoen werd de Gauliga herleid naar één reeks van tien clubs, waar de club zich uiteraard niet voor plaatste. Het volgende seizoen speelde de club nog in de Bezirksklasse, maar hierna namen ze niet meer aan de competitie deel. 
Na de oorlog werden alle Duitse clubs in Oost-Pruisen ontbonden.